# 新葛駅

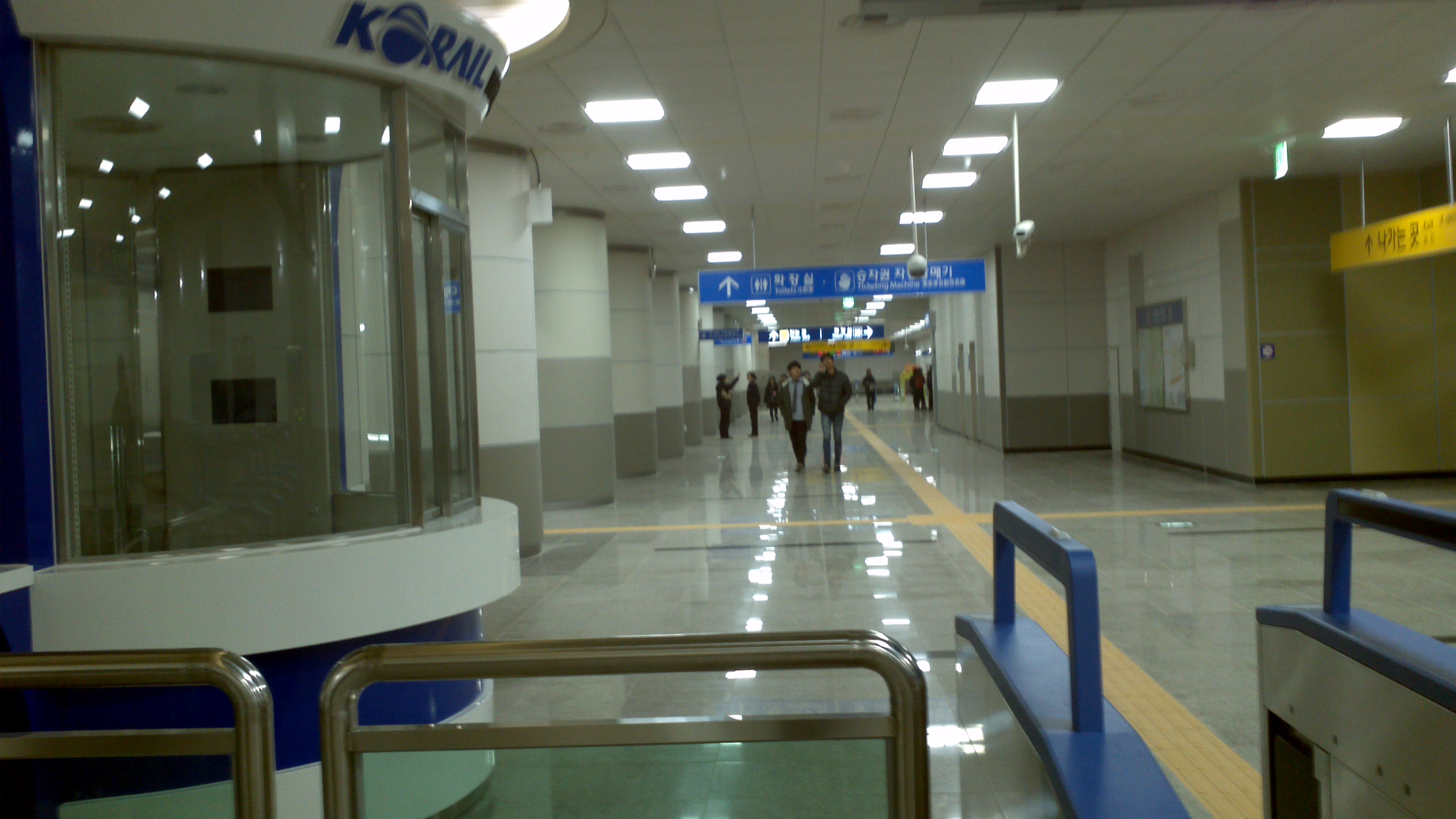
コンコース

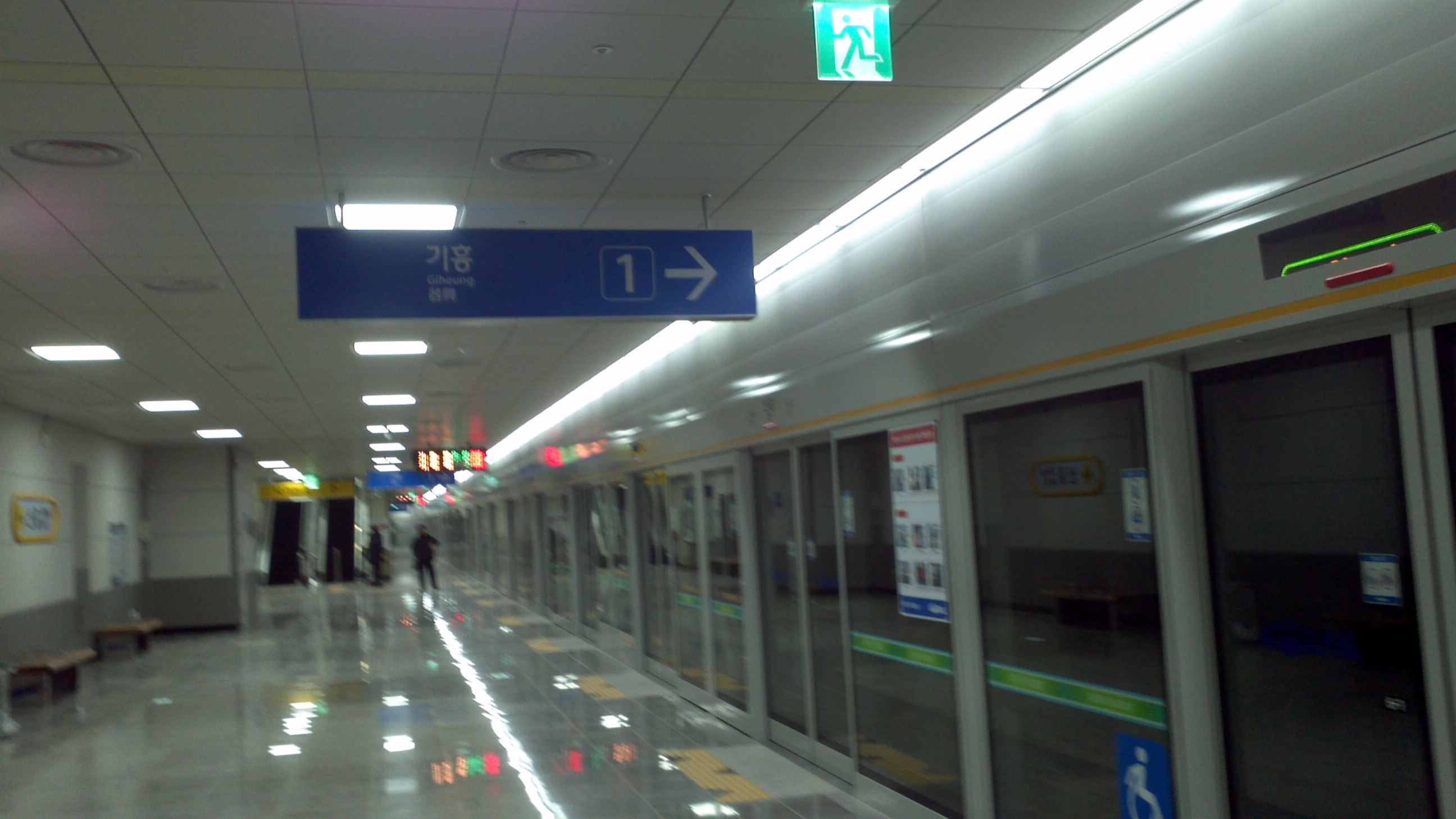
1番ホーム（器興以南開通前）

新葛駅（シンガルえき）は大韓民国京畿道龍仁市器興区新葛洞にある、韓国鉄道公社（KORAIL）水仁・盆唐線の駅である。駅番号は(K236)。

## 駅構造
相対式ホーム2面2線の地下駅である。保安用にホームドアシステム（フルスクリーンタイプ）を装備する。当駅は標高が周辺より高い場所にあるためホームは地下4階の位置にあり、駅舎内にエレベータが2台、エスカレータが24台、それぞれ設置してある。

### のりば
| 1 | 水仁・盆唐線 | 器興・水原・烏耳島・仁川方面 |
| 2 | 水仁・盆唐線 | 駒城・亭子・水西・往十里方面 |

## 利用状況
近年の一日平均利用人員推移は下記のとおり。
なお、2011年は開業日の12月28日から12月31日までの4日間を基準にしたものである。
| 路線         | 路線     | 2010年 | 2011年 | 2012年 | 2013年 | 2014年 | 2015年 | 2016年 | 2017年 | 2018年 | 2019年 | 出典  |
| ------------ | -------- | ------ | ------ | ------ | ------ | ------ | ------ | ------ | ------ | ------ | ------ | ----- |
| 水仁・盆唐線 | 乗車人員 | 未開業 | 3,304  | 3,197  | 3,815  | 4,462  | 4,517  | 4,572  | 4,532  | 4,678  | 4,884  | [ 1 ] |
| 水仁・盆唐線 | 降車人員 | 未開業 | 3,510  | 3,180  | 3,699  | 4,275  | 4,339  | 4,396  | 4,377  | 4,542  | 4,736  | [ 1 ] |
| 路線         | 路線     | 2020年 | 2021年 | 2022年 | 2023年 |        |        |        |        |        |        |       |
| 水仁・盆唐線 | 乗車人員 | 3,497  | 3,619  | 4,041  | 4,421  |        |        |        |        |        |        |       |
| 水仁・盆唐線 | 降車人員 | 3,446  | 3,629  | 4,019  | 4,363  |        |        |        |        |        |        |       |

## 駅周辺
- 龍仁市立器興図書館
- 龍仁運転免許試験場
- 器興高等学校
- 旧葛中学校
- 山陽初等学校
- ヤンヒョン村

## 歴史
盆唐線の開業前の1972年まで、水驪線にも同名の駅(新葛駅 (鉄道庁))が存在した。なお、駅の所在地は京畿道龍仁郡器興面旧葛里（現：龍仁市器興区）にあり、現在の駅よりも南側（器興駅西側付近）にあった。
- 2011年12月28日 - 開業。

## 隣の駅
韓国鉄道公社
 水仁・盆唐線
急行
通過
緩行
駒城駅 (K235) - 新葛駅 (K236) - 器興駅 (K237)